# Ainuk (nép)
Az ainuk vagy ajnuk (a japán forrásokban ezo / emisi / ebiszu vagy ainu neveken), Japán egyik őslakó népessége, akik Japánban (Hokkaidón, és korábban északkelet Honsún) és Oroszországban (Szahalinon, a Kuril-szigeteken, illetve korábban a Kamcsatka-félszigeten) élnek. Az ainu név embert, emberit jelent, melyet az ősüktől, Aioinától származtatnak.
Sok ainu mára teljesen asszimilálódott a japán lakosságba. Hivatalos adatok szerint az ainu lakosság száma 25 000, de nem hivatalos adatok szerint ez 200 000 is lehet, mert a beolvadt népesség már nem tartja számon a családfáját.

## Történet

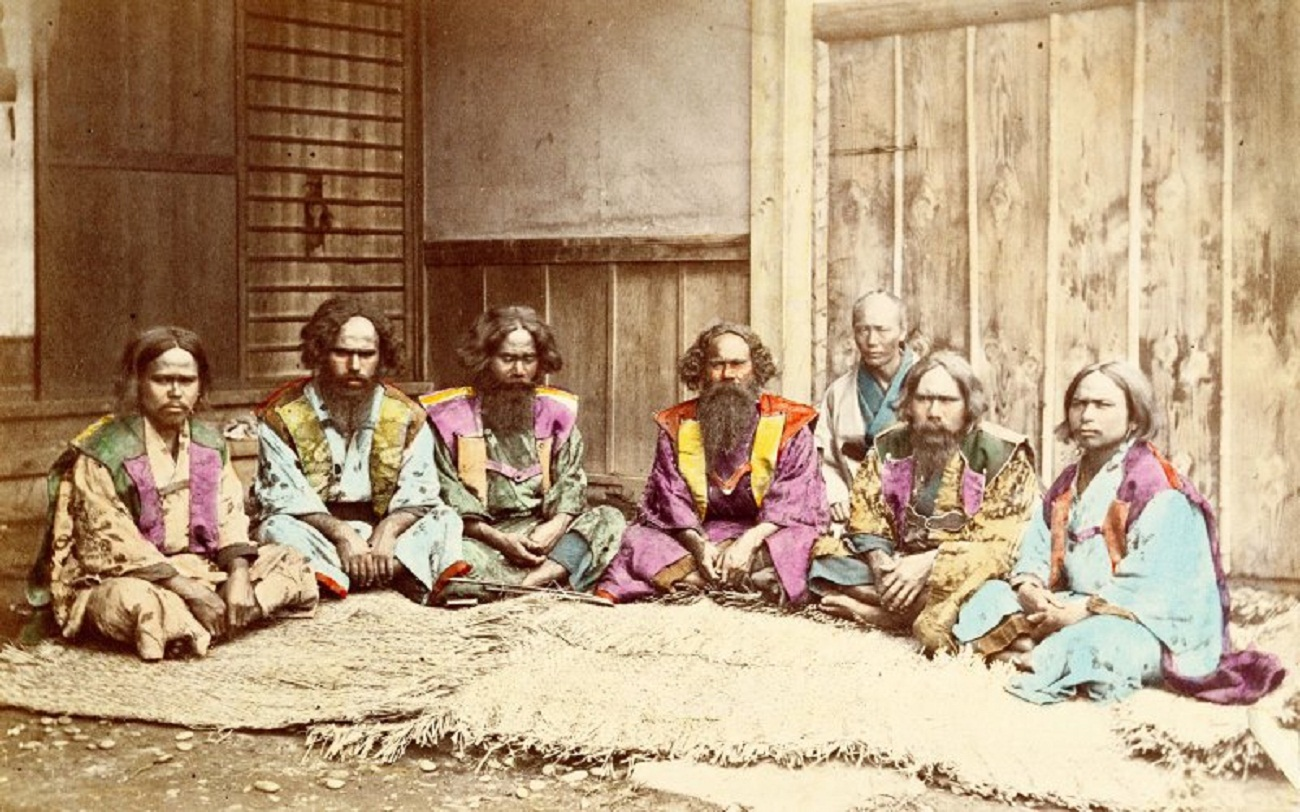
Ainu emberek egy csoportja (1863 és 1870 között)

### Újkor
A legújabb kutatások szerint az ainu kultúra az Ohotszk- és a Szacumon-kultúra összeolvadásából jött létre. 1264-ben az ainuk megszállták a Jüan-dinasztia által irányított giljákok mongol területeit, mely ellenségeskedést szült az ainuk és a kínaiak között. Az aktív kapcsolatok kiépülése a vadzsinek, vagyis a japánok és Ezocsi (a mai Hokkaidó) lakossága között a 13. században kezdődött. Az ainu társadalom jórészt halász-vadász és gyűjtögető életmódot élt, természetimádó vallásuk volt.
A Muromacsi-korban (1336–1573) az ellenségeskedés a japánok és az ainuk között háborúvá mérgesedett. Takeda Nobuhiro megölte az ainuk vezetőjét, Kosamaint, sok ainu ezáltal japán fennhatóság alá került, ami erőszakos lázadásokhoz vezetett, ilyen volt például a Kosamain lázadás 1456-ban.
Az Edo-korszakban az ainuk, akik az északi szigetet (Hokkaidót) irányították, egyre nagyobb mértékben kezdtek kereskedni a japánokkal. A Tokugava bakufu (a feudális kormányzat) kizárólagos jogot adott a Macumae-klánnak, hogy az északi részen élő ainukkal kereskedhessenek. Később a Macumae-klán bérbe adta a kereskedelmi jogokat, így a japán-ainu kapcsolatok még kiterjedtebbé váltak. Ebben az időszakban az ainuk egyre inkább a japán importtermékektől függtek, s a kereskedelem eredményeként olyan betegségek is megjelentek, mint például a himlő. A kölcsönkapcsolatok ugyan közelebb hozták egymáshoz az ainu és a japán lakosságot, de néha még így is kitörtek kisebb-nagyobb lázadások a japán fennhatóság ellen. A legfontosabbak ezek közül a Sakusain-lázadás (1669–1672) és a menasi–kunasiri csata volt 1789-ben.

### A Meidzsi-restauráció és az azt követő időszak
A 18. században körülbelül 80 000 fő volt az ainu lakosság száma. 1868-ban mintegy 15 000 ainu élt Hokkaidón, 2000 Szahalinon, és nagyjából 100 a Kuril-szigeteken. A Metropolitan magazin arról számolt be, hogy sok ainut kényszerítettek munkára, lényegében rabszolgaként foglalkoztatták őket a japánok, ezzel rengeteg családot szakítva szét, és himlőt, kanyarót, kolerát és tuberkulózist vittek a közösségeikbe. 1869-ben az új Meidzsi-kormányzat átnevezte Ezót Hokkaidóra, ezáltal egyoldalúan Japánba integrálta a területet. Megtiltották az ainu nyelv használatát, elvették a földjeiket, és megtiltották a lazac halászatát, illetve a szarvasvadászatot.

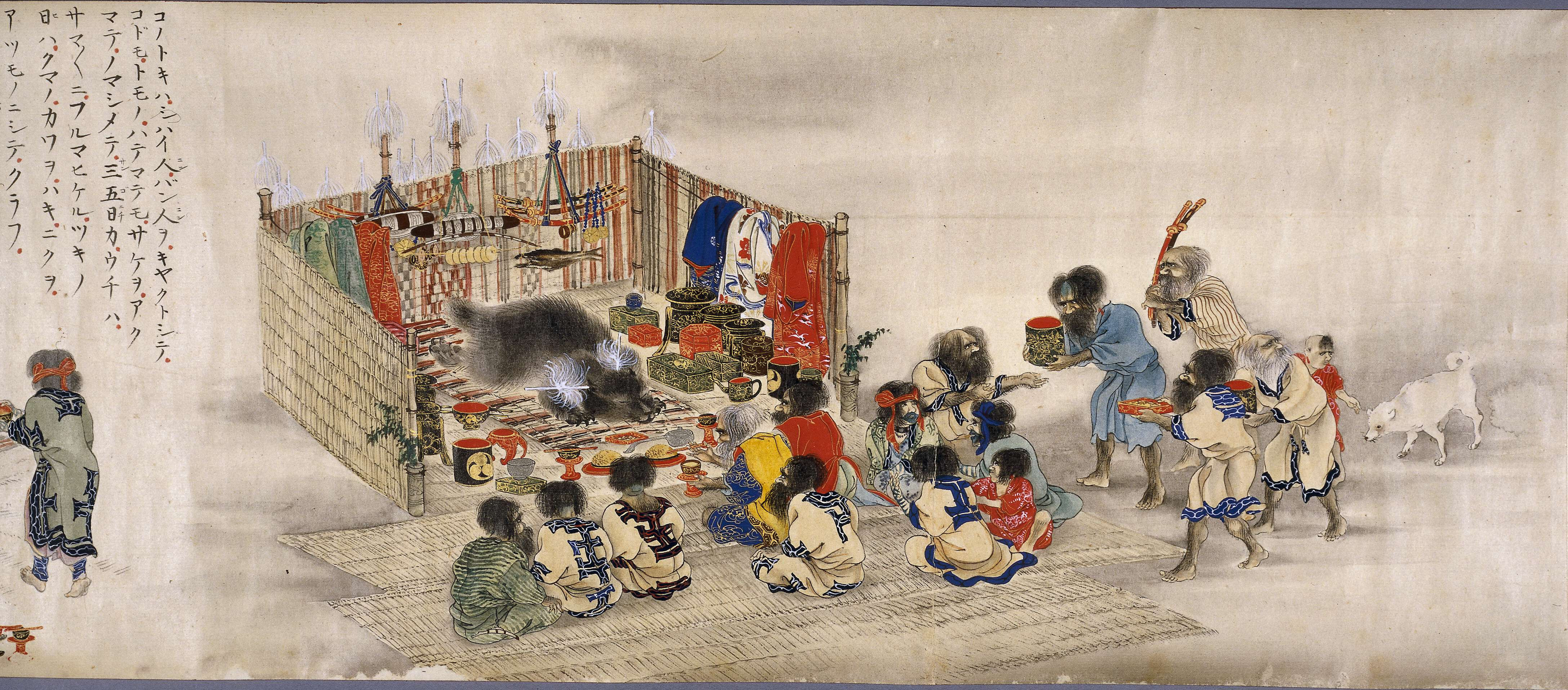
Ainu medveáldozat. Japán tekercskép 1870 körül

1899-ben a japán kormány olyan törvényt fogadott el, melyben az ainukat egykori őslakosokként emlegetik, s automatikus japán állampolgárságot is kaptak, ezzel az asszimilációjuk gyorsítása volt a cél – illetve az eddigi földjeik is japán ellenőrzés alá kerültek. Ezáltal az ainuk mindössze 36 év alatt rendkívül elszigetelt népcsoporttá váltak, akiknek azonban a földje, a nyelve, a vallási szokásai a japán lakosságéba olvadtak. Ezen kívül a japánok már felosztották a földjeiket, hogy kiszolgálja a Meidzsi-korszak nyugatosító törekvéseit és kiaknázza a gazdag természeti erőforrásait. Ebben az időszakban az ainuknak kötelező volt japánt tanulniuk, japán nevet felvenniük, és tiltották a vallásgyakorlatukat, többek között az állatáldozatot és az egyéni tetoválásokat is.
Ezt az 1899-es törvényt csak 1997-ben vonták vissza – addig azt állította a japán kormány, hogy nincsenek etnikai kisebbségek. Hivatalos őslakos csoportnak csak 2008 június 6-án ismerték el őket.
Sok házasság jött létre a két népcsoport között, hogy csökkentsék a diszkriminációt, ennek eredményeként sok vegyes házasságból származót már meg sem lehet különböztetni a japánoktól.

### Hivatalos elismerésük Japánban
2008. június 6-án a japán országgyűlés nem kötelező erejű határozatot fogadott el, amelyben felszólította a kormányt, hogy ismerje el az ainukat japán őslakosként, és sürgette a csoporttal szembeni megkülönböztetés megszüntetését. A határozat elismerte az ainukat „sajátos nyelvű, vallású és kultúrájú őslakos népnek”.
A kormány azonnal közzétett egy nyilatkozatot, amelyben elismerte az ainukat, és kijelentette: „A kormány ünnepélyesen elfogadja azt a történelmi tényt, hogy sok ainut hátrányos megkülönböztetés ért és a modernizáció miatt szegénységbe kényszerültek annak ellenére, hogy jogilag egyenlők a (japán) emberekkel.”

### Hivatalos elismerésük Oroszországban
A szentpétervári szerződés (1875) eredményeként a Kuril-szigetek – az ainu lakosokkal együtt – japán igazgatás alá kerültek. Összesen 83 észak-kurili ainu érkezett a Oroszországba 1877. szeptember 18-án, miután úgy döntöttek, hogy orosz uralom alatt maradnak. 1881-ben üzletet kötöttek, és az ainuk az orosz oldalon lévő Javin faluban telepedtek le. Később létrejött egy másik ainu falu is, Goligino néven. 1953-ban Konsztantyin Omelcsenko, a Szovjetunió katonai és állami titkainak védelméért felelős főigazgatóság vezetője megtiltotta a sajtónak, hogy a Szovjetunióban élő ainukról információkat közöljenek. Ezt a rendeletet két évtized után aztán visszavonták.

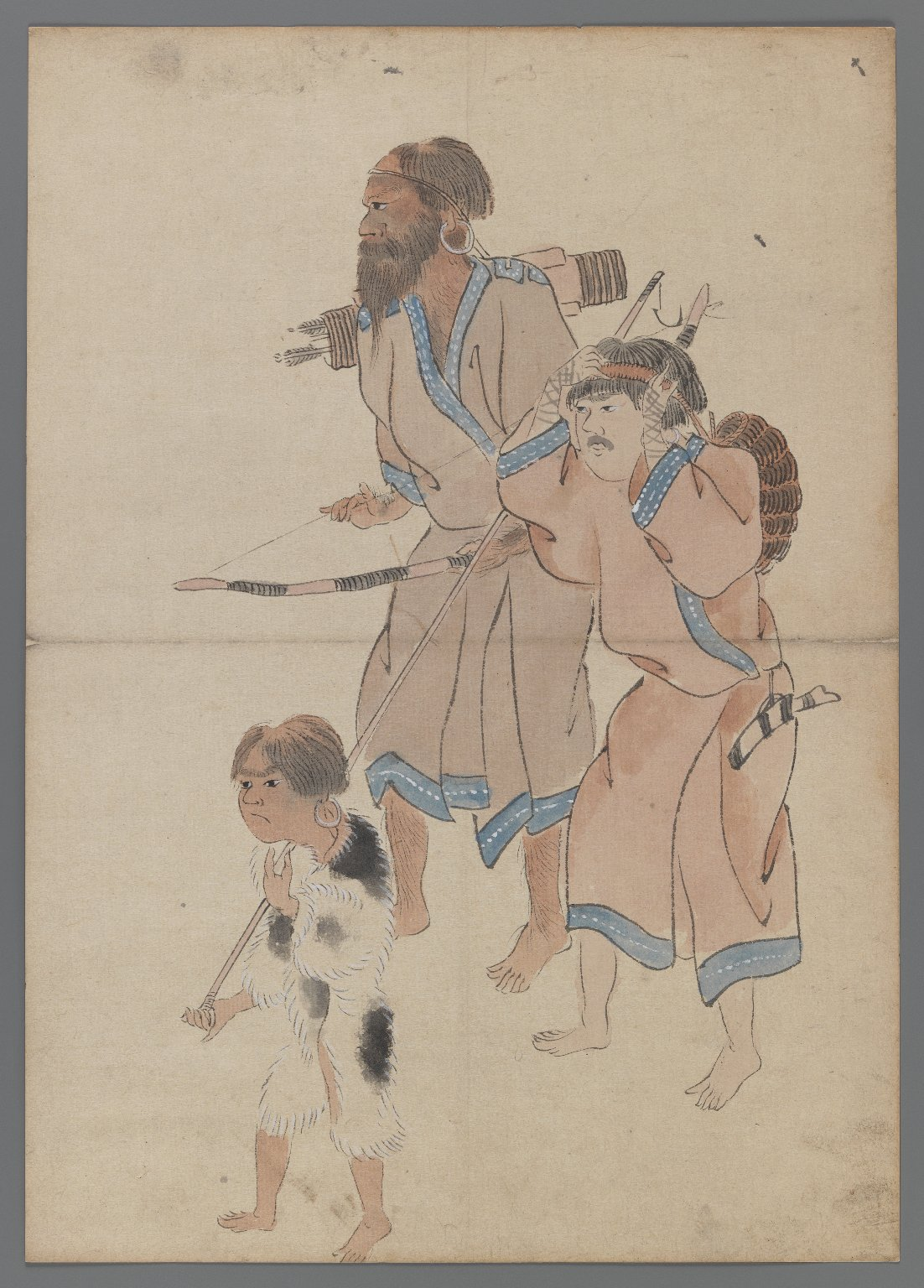
Ainu vadászok, 19. század

E két falu környéke máig a legnagyobb orosz ainu település, a 2010-es népszámlálás szerint 888 ainu él Oroszországban, kiknek többsége vegyes japán–ainu házasságból született, de ők általában nem tartják magukat ainu származásúnak (mivel a teljesen japán származás vízummentes belépést biztosít nekik Japánba). Mivel az ainukat nem ismeri el hivatalosan az orosz kormány, valamely nemzetiségbe, vagy az oroszok közé számolják őket. Az ainuk szerint ők a Kuril-szigetek őslakói, akiket az oroszok és japánok egyaránt megtámadtak.
2004-ben a Kamcsatkai határterületen élő kis ainu közösség levelet írt Vlagyimir Putyinnak, melyben kérték, hogy vizsgálja felül a Dél-Kuril-szigetek Japánnak való odaítélését. A levélben mind a japánokat, mind a cári oroszokat és a szovjeteket az ainuk ellen elkövetett bűncselekményekkel vádolták, például asszimilációellenességgel és gyilkosságokkal. Felszólították Putyint, hogy ismerje el az ainu népirtást, amit az elnök elutasított. 2012-től a kurili és a kamcsatkai ainuk csoportjainak nincsenek meg ugyanazon halászati és vadászati jogai, mint amiket más határterületen élő őslakos törzsi közösségek megkapnak az orosz kormánytól.

## Eredetük

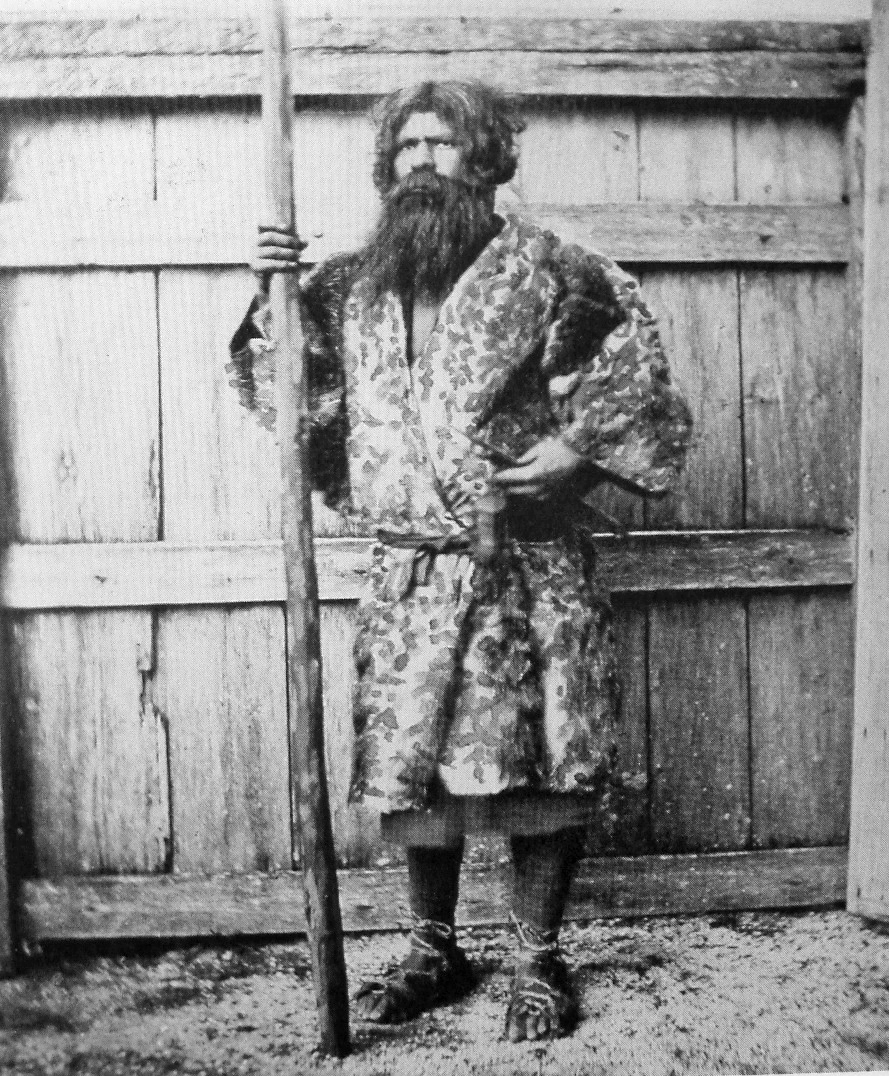
Ainu férfi, 1880 körül.

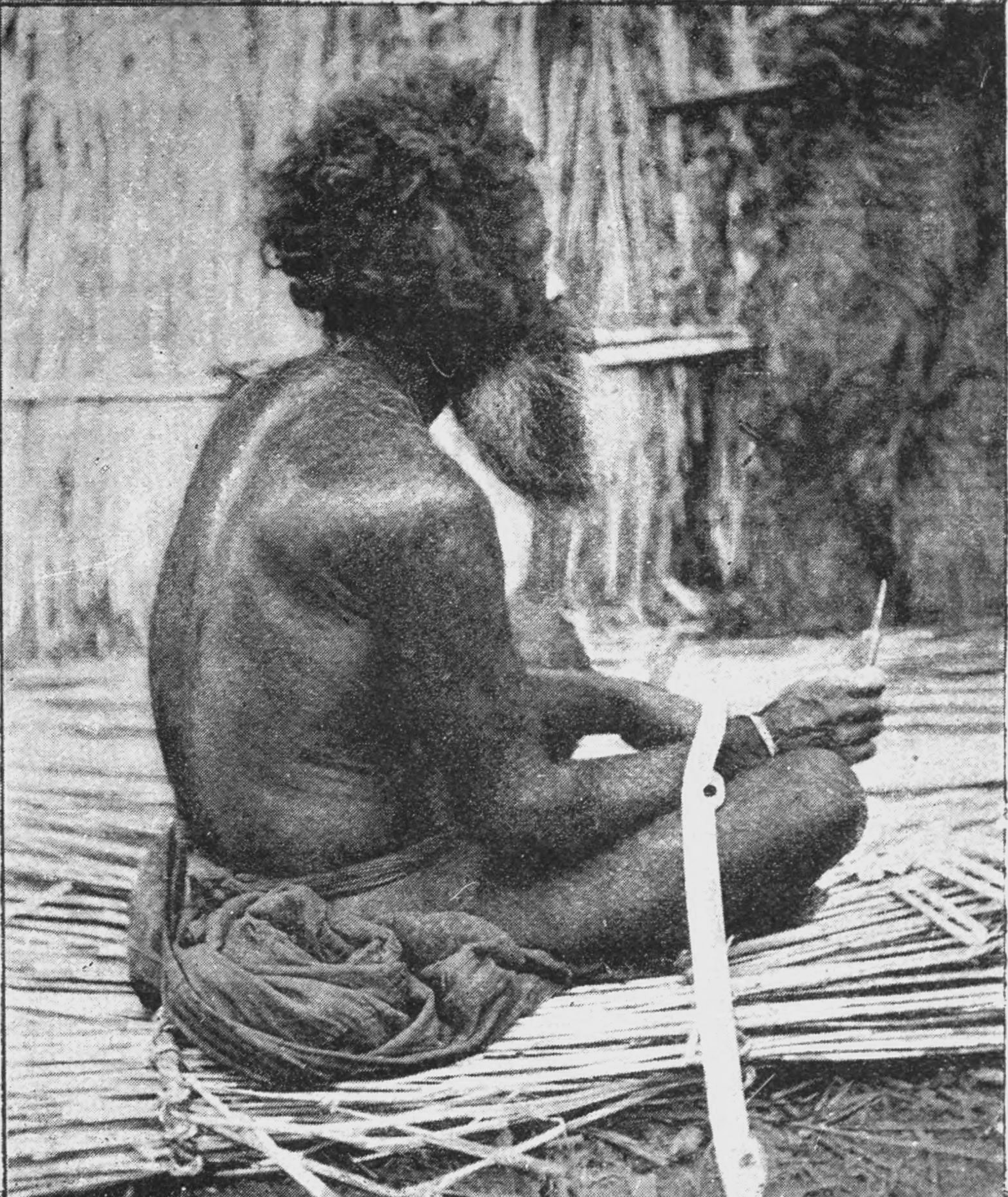
John Batchelor által készített kép

Az ainukra gyakran a Dzsómon-kori nép leszármazottaiként tekintenek, akik a Dzsómon-kor óta Japánban élnek. Az egyik jukar upopojuk, vagyis legendájuk szerint „Az ainuk százezer évig éltek e helyen, mielőtt a Nap Gyermekei eljöttek ide.”
Friss kutatások szerint az ainu kultúra összeolvadt az Ohotszk-kultúrával és a Szatszumonnal, amely egyike lehetett a japán szigeteken a Dzsómon-korban létrejött kultúráknak. Életmódjuk gazdálkodáson, halászaton, vadászaton és gyűjtögetésen alapult.
A tiszta ainu származású embereknek a Jamato-koriakkal összehasonlítva világosabb bőrük és több testszőrzetük volt. Számos régi kutató a kaukázusi származást tartotta valószínűnek, azonban a DNS-vizsgálatok nem mutattak egyezést a modern európaiakéval. Luigi Luca Cavalli-Sforza genetikus az északkeleti és kelet-ázsiai genetikai klaszterbe sorolja őket.
Mark J. Hudson, Nisikjúsú Egyetem antropológiaprofesszora elmondta, hogy Japánban egy protomongolid lakosság telepedett le a pleisztocénban, akikből később a Dzsómon-kori lakosság kialakult, és ezek jellemzői láthatók az ainu és az okinavai népeken.

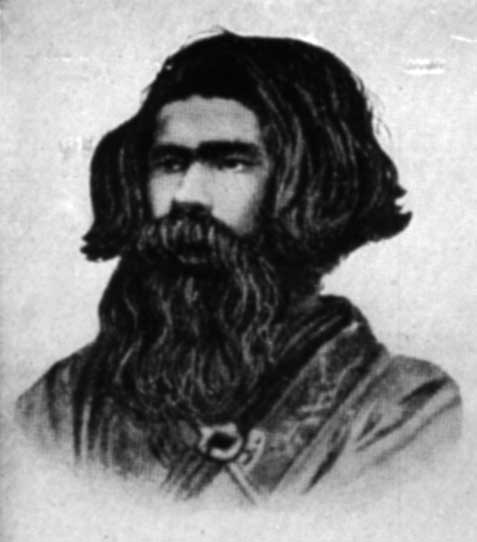
Az ainu férfiaknak általában dús szakálluk volt.

1893-ban Arnold Henry Savage Landor antropológus írta le az ainuk külső jellemzőit, kiknek mélyen ülő és az európaiakra jellemző szemalakjuk van, nagy fülekkel rendelkeznek, szőrösek és hajlamosak a kopaszságra, kissé lapos, horgas orruk van, nagy és széles orrlyukakkal. Kiemelkedő arccsontok, nagy száj és vastag ajkak, kis állrész jellemzi őket. Azt is kimutatták, hogy az ainuk az ujjlenyomataik és a fogászati morfológia alapján a mongolidokra és nem az európaiakra hasonlítanak.
Turner a Dzsómon-kori nép maradványaival a Sundadont-minta alapján hasonlóságot mutatott ki a mai tajvani bennszülöttekkel, a filippínó, az indonéz, a thaiföldi, a borneói, a laoszi és a malajziai dél-mongoloid lakossággal.
Az ainu férfiaknak sűrű, hullámos hajuk és gyakran hosszú szakálluk van. Kjószuke Kindaicsi Az ainuk élete és legendái című könyve (melyet a japán idegenforgalmi bizottság jelentetett meg 1942-ben) is tartalmazza az ainuk külső adottságainak leírását: „Sokan hullámos hajúak, de megtalálhatóak köztük egyenes, fekete hajú egyének is. A bőrük általában világosbarna, ám ez annak köszönhető, hogy egész nap a tengeren vannak. Az időseknek, akik már nem dolgoznak, és védettek az erős napsugárzástól, gyakran olyan fehér bőrük van, mint a nyugati embereknek. Az ainuknak széles arcuk, kiugró szemöldökük, nagy, mélyen ülő szemeik vannak, melyek inkább európai típusúak, a mongol típusú szem viszonylag ritka.
A genetikai vizsgálatok kimutatták, hogy az ainuk elsősorban az Y-haplocsoport D-M55 részébe tartoznak. Az Y-DNS haplocsoport D2 elterjedt az japán szigetcsoport egész területén, még Okinaván is. Az egyetlen Japánon kívüli terület, ahol az Y-haplocsoport D gyakori, az Tibet, illetve az Andamán-szigetek az Indiai-óceánon.

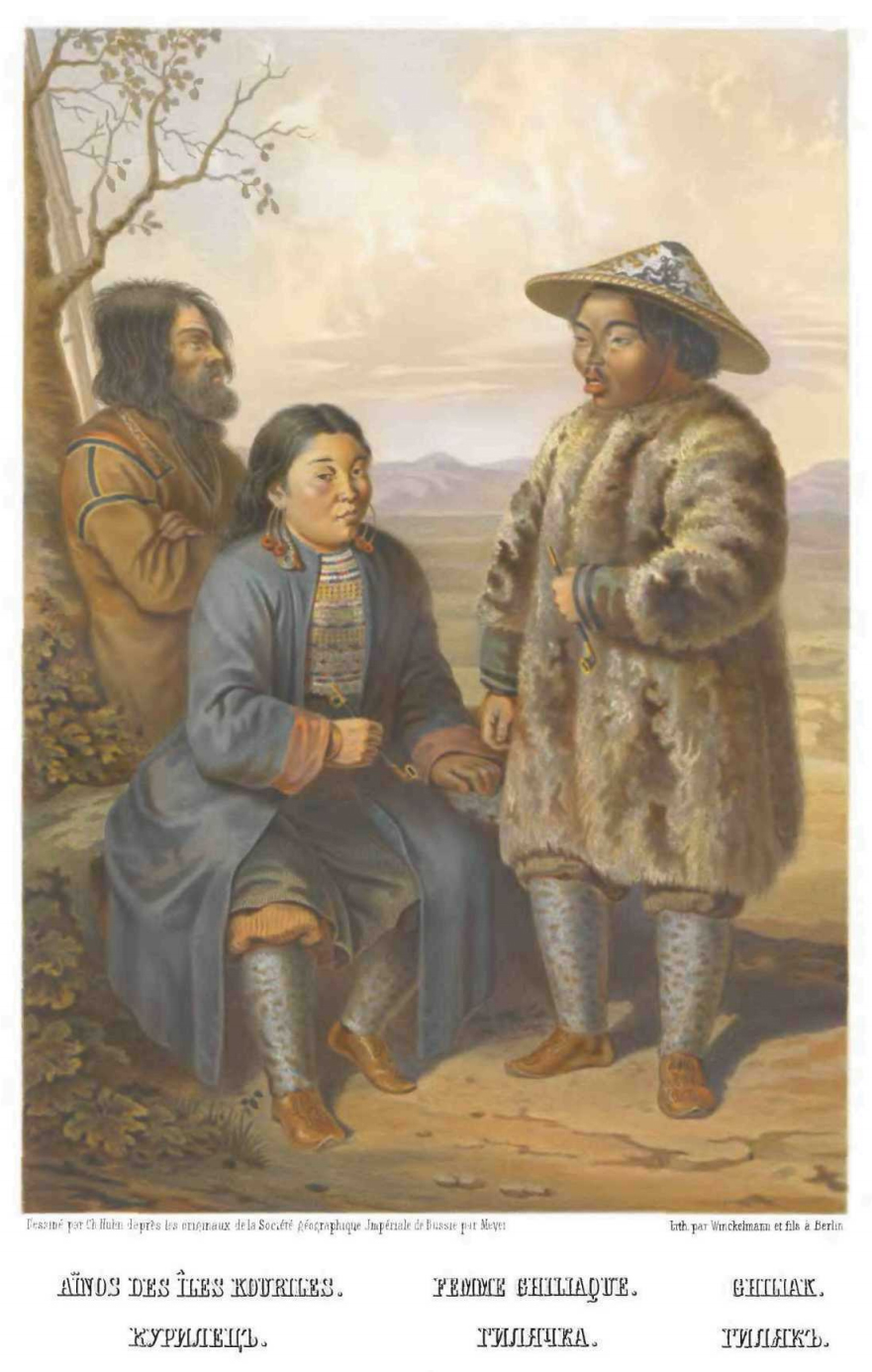
Illusztráció 1862-ból: ainu férfi (balra) és giljákok

Tajima 2004-es tanulmányában 16 ainu férfiből kettőnél találta úgy, hogy azok a C-M217-es haplocsoportba tartoznak, mely a legelterjedtebb Y-kromoszómás haplocsoport a szibériai és a mongóliai őslakosság körében. Hammer 2006-ban négy ainu férfit vizsgált, közülük egy tartozott a C-M217-be. Egyes kutatók arra következtettek, hogy C-M217 haplocsoportba tartozó ainuk egyirányú genetikai hatást mutatnak egy hagyományosan nomád észak-szahalini népcsoporttal, a giljákokkal, akikkel már régóta kulturális interakcióban vannak.
51 mai ainu minta mitokondriális DNS-elemzéséből (mtDNS) kimutatták, hogy az ainuk elsősorban az Y-haplocsoportba (11/51 = 21,6% Tanaka 2004-es eredményei alapján, vagy 10/51 = 19,6% Adachi 2009-es eredményei szerint, aki Tanakától (2004) idézett), a D-haplocsoportba (9/51 = 17,6%, főképp a D4-be (xD1)), az M7a-haplocsoportba (8/51 = 15,7%), és a G1-haplocsoportba (8/51 = 15,7%) tartoznak. A minták egyéb mitokondirális DNS-haplocsoportokba, mint például az A- (2/51), az M7b2- (2/51), az N9b- (1/51), a B4f- (1/51), az F1b- (1/51) és az M9a-haplocsoportba (1/51) is tartoznak. A többi megmaradt mintát csupán az M-makro-haplocsoportba tartozónak minősítették.
Sato 2009-es kutatása szerint (aki szintén ugyanezt az 51 mtDNS-mintát vizsgálta), az ainuk főleg az N9-es (14/51 = 27,5%, mely magába foglalja a 10/51 Y- és a 4/51 N9-(xY) haplocsoportot is), a D (12/51 = 23,5%, mely magába foglalja a 8/51 D-(xD5) és a 4/51 D5-haplocsoportot), az M7-es (10/51 = 19,6%), és a G-haplocsoportba (10/51 = 19,6%, mely magába foglalja a 8/51 G1- és a 2/51 G2-haplocsoportot). A kisebb haplocsoportos megoszlás a következő: A (2/51), B (1/51), F (1/51), és M(xM7, M8, CZ, D, G) (1/51).
A 2004-ben és 2007-ben publikált tanulmányok azt mutatják, hogy az M7a és az N9b együttes gyakoriságát megfigyelték a dzsómon-koriakban, és egyesek úgy vélik, hogy ebből anyai ágon 28%-ot örököltek az okinavaiak (7/50 M7a1, 6/50 M7a(xM7a1), 1/50 N9b), 17,6%-ot az ainuk (8/51 M7a(xM7a1), 1/51 N9b), illetve 10% (97/1312 M7a(xM7a1), 1/1312 M7a1, 28/1312 N9b) és 17% (15/100 M7a1, 2/100 M7a(xM7a1)) között örökölt az átlagos japán lakosság.
A koponya-tulajdonságainak újbóli felmérése azt sugallja, hogy az ainuk inkább az ohotszk, és nem a dzsómon-kori emberekre hasonlítanak. Ez nem ütközik azzal az elmélettel, hogy az ainu kultúra az Ohotszk és a Szatszumon kultúra egyesüléséből jött létre.

## Földrajz

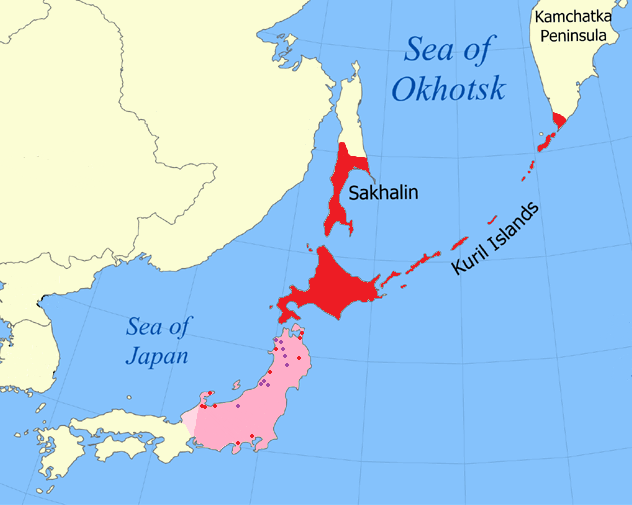
Az ainuk területi elterjedése

Az ainuk az északi és a központi japán szigeteken, Hokkaidón és Észak-Honsún, Észak-Szahalinon és a Kuril-szigeteken éltek. Mások az ainuk törzsterületeit a Kamcsatka-félsziget déli részére helyezik, a Lopatka-csúcs környékére. Hokkaidó szigetét (ainu nevén Ainu Mosir) csak 1868-ban annektálták a japánok, a kelet-ázsiai orosz terjeszkedés veszélyére hivatkozva.
Az 1897-es orosz birodalmi népszámlálás szerint az orosz birodalomban 1446 ember beszélte anyanyelvként az ainu nyelvet, ebből 1434-en a Szahalin-szigeten éltek.

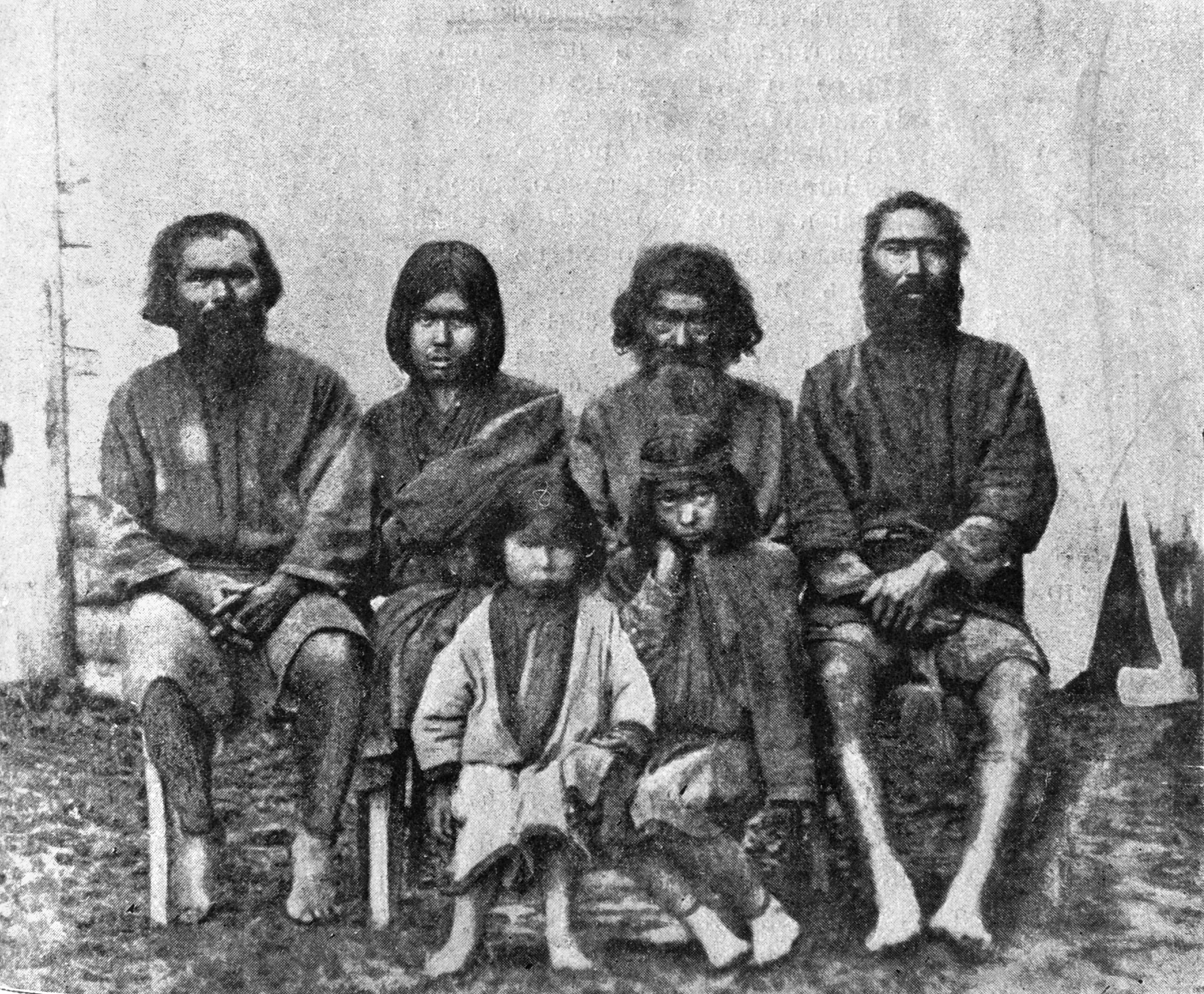
Szahalin-ainuk egy csoportja 1903 körül

Szahalin déli felét Japán az 1904-05-ös orosz-japán háború eredményeként szerezte meg, de a második világháború végén, 1945-ben a szovjetek háborút hirdettek Japánnal szemben, és elfoglalták Dél-Szahalint és a Kuril-szigeteket. Az ainu népesség, ahogy a japánok is, „hazatért” Japánba
A cári időkben az oroszországi ainuknak tilos volt ainukként azonosítani magukat, mivel a birodalmi japán tisztviselők azt állították, hogy bármely, ainuk által a múltban vagy jelenben lakott terület Japánhoz tartozik. A „Kuril”, „Kamcsatka-Kuril” és hasonló kifejezéseket használták fel az etnikai csoport azonosítására. A szovjet idők során az ainu vezetéknévvel rendelkező embereket gulágokba és munkatáborokra küldték, mivel gyakran tévesztették őket össze a japánokkal. Ennek eredményeképpen sok ainu változtatta szlávra a családnevét. A második világháború után a Szahalinon élő ainuk nagy részét Japánba deportálták, az 1159 ainu közül csak 100 maradt Oroszországban. Az ott maradottak közül is csak az idősek voltak teljesen ainuk, a többiek vagy már vegyes házasságokból származtak, vagy az oroszokkal házasodtak. Az utolsó ainu az 1960-as évek végén tűnt el, amikor Jamanaka Kitaro megölte magát a felesége halála után. A pár gyermektelen volt.
Az ainu identitás felszámolása érdekében a szovjet hatóságok eltávolították az etnikai csoportot arról a nemzetiségi listáról, amelyet egy szovjet igazolványban fel lehetett tüntetni – emiatt pedig az 1945 után született gyermekek nem nevezhették ainunak magukat.
A Japánban történt legutolsó ismert ainu kivégzés 1982-ben zajlott, amikor Keidzo Nakamurát, aki teljes vérű észak-kurili ainu volt, 15 év kemény munka után deportáltak Hokkaidóra. Felesége, Tamara Tyimofejevna Pihttyejeva kevert Szahalin-ainu és gilják származású volt. Keidzo letartóztatását követően 1967-ben Tamara és Alekszej, Nakamura fia a Kamcsatkai határterületről Szahalinra költözött, Tomari városába.
Bár Oroszországban jelenleg is több ainu klán él, nem tudják eldönteni, hogy a kamcsatkai Nakamura-klánt észak-kurili ainu, dél-kurili ainu, vagy kamcsatkai ainu néven azonosítsák-e.
Ennek az az oka, hogy a klán eredetileg 1789-ben a kamcsatkai Kunasirbe költözött. A kunasiri ainuk a dél-kurili ainukhoz tartoznak, akik a Kuril-tó közelében telepedtek le, ahol a kamcsatkai ainuk és az észak-kurili ainuk is éltek.
1979-ben a Szovjetunió levette az „ainu” kifejezést az Oroszországban élő etnikai csoportok listájáról, s a kormány kijelentette: az ainu, mint etnikai csoport, kihalt az ország területén.. A 2010-es oroszországi népszámlálás során a hatóságok elutasították a Kamcsatkán élő, többnyire vegyes származású ainukból álló frakció követelést, miszerint azok nem haltak ki.
A csak ainu nyelven beszélő (illetve még néhány kevert nyelvtudású mellett) népesség csak Japánban él, elsősorban Dél- és Kelet-Hokkaidón. Az uralkodó kultúrába való folyamatos beolvadás és a japánokkal kötött házasságok eredményeként ma már nincsenek igazán ainu települések Japánban. Nibutani, ainu nevén Niputaj városban (Hokkaidó prefektúrában található) számos ainu család él, s néhány ainu múzeumhoz közel álló kézműves boltban lehetőség nyílik jobban megismerni a kultúrájukat. Hokkaidó sok „autentikus ainu falut” reklámoz, például Akan-t és Siraoi-t, ahol a turistáknak lehetősége nyílik találkozni az ainukkal és megismerni a hagyományaikat.

## Nyelv
Napjainkban becslések szerint kevesebb, mint 100 ainu nyelvet beszélő maradt, míg más kutatások csupán 15-re becsülik a beszélők számát. A nyelvet veszélyeztetettnek minősítették, s az ainu nyelv kutatása meglehetősen korlátozott és nagyrészt történeti kutatásokon alapul.
Bár megpróbálták kimutatni az ainu és a japán nyelv kapcsolatát, de a szókölcsönzéses kapcsolatokon túl mélyebb kötődést nem találtak a modern kutatók. Tény, hogy semmilyen más nyelvvel nem mutatható ki egyértelmű kapcsolat, és az ainu nyelv a jelenlegi állás szerint izolált nyelvnek számít.
Az angol prepozícióként használt szavak (pl. to, from, by, in, at) posztpozíciósak az ainu nyelvben, a módosítandó szó után következnek. Mivel az ainu nyelv agglutináló, egy szótövet több járulékos hang és toldalék követhet.
Az ainu nyelvnek nincs saját írásrendszere, a japán kana vagy az orosz cirillbetűs átírást használták helyette. Ma általában a katakanát vagy a latin betűs írást használják, viszont a japán kanarendszer nehezen igazítható az ainuhoz, mivel az szótagírás, és nem adja vissza pontosan ugyanazokat a hangértékeket. Például a kor (tartani) szót, ugyanazokkal a jelekkel írják, mint a koro szót.
Az ainu dialektusok meglehetősen eltérőek voltak, még két hokkaidói sem értette pontosan egymást, ha a sziget két ellentétes végén éltek; azonban a jukarbeli, azaz az epikus történeteikben szereplő klasszikus ainu nyelv mindenki számára érthető volt. Írásrendszer híján az ainuk a történetmesélés mestereivé váltak a jukaroknak és az úgynevezett az uepekereknek vagy uwepekereknek, azaz a meséknek köszönhetően, amelyek kiemelt, akár több napon át tartó eseményekhez és ünnepségekhez kötődtek.

## Kultúra és életmód
A hagyományos ainu kultúra egészen más volt a japán kultúrához képest. Soha nem borotválkoztak egy bizonyos kor után, a férfiak teljes szakállal és bajusszal büszkélkedhettek. A férfiak és a nők egyaránt vállig érőre vágatták a hajukat, a nők tetoválták a szájukat és néha az alkarjukat is. A szájtetoválásokat fiatal korban kezdték el, a felső ajak egy kis pontján, fokozatosan növelve a kiterjedését, festékanyagként a nyírfa égetéséből megmaradt kormot használták.
Ruhájuk a szilfa belső kérgéből és rostjaiból készült, amit attuszinak vagy attusnak hívtak. Különböző stílusú ruhákat csináltak, általában rövid köntös-szerűségeket készítettek egyenes vonalú ruhaujjal, amelyet a test köré hajtottak, és egy övvel rögzítették a derékon. A ruhaujjak a csuklóig vagy az alkarig, illetve a bokáig értek, a nők inkább japán stílusú ruhát viseltek. Télen állati bundát hordtak rénszarvasbőr nadrággal, Szahalinon pedig csizmát viseltek hozzá, mely kutya, vagy lazacbőrből készült. Mindkét nem kedveli a fülbevalókat, melyek régebben állítólag szőlőből készültek, s a nők körében igen népszerű a tamaszaj nevű gyöngynyaklánc is.
Az ételeik elkészítéséhez felhasználták a medvék, rókák, farkasok, borjak, ökrök, lovak húsát, csakúgy, mint a halakét és szárnyasokét is, kölessel, zöldségekkel, gyógynövényekkel és gyökerekkel egészítve ki őket. Soha nem fogyasztottak nyers húst vagy halat, mindig megfőzték vagy megsütötték őket előtte. Étkezésnél a férfiak evőpálcikát, a nők viszont fából készült kanalat használtak. Az ainu konyha az ainu háztartásokon kívül nem igazán jelenik meg, csupán néhány ainu étterem van Tokióban és Hokkaidón, s ezek is inkább japán ételeket szolgálnak fel.

### Lakóhely
A cisze vagy ciszej, azaz a ház alangfűből, bambuszfűből, nyírből stb épült, keletről nyugatra tájolva, vagy egy folyóval párhuzamosan. A ház kb. hét méter hosszú volt, a nyugati végén bejárattal, ami raktárként szolgált. Négyzet vagy téglalap alapú, válaszfal nélkül volt, központjában süllyesztett tűzrakóhellyel, a füst kémény helyett a tetőbe vájt lyukon távozott. A házon három ablak volt, az egyik az úgynevezett rorun-pujar, a bejárat felé néző ablak (a keleti oldalon), amelyen keresztül az istenek bejöttek és elmentek, és szertartási eszközöket adtak rajta be és ki. Az ainuk ezt az ablakot szentnek tekintették, és soha nem szabadott átnézni rajta.
A házban a bejáratnál helyezkedett el a tűzrakóhely. A férj és a feleség a bal oldalán (ezt siszonak nevezték) ült, a gyerekek és a vendégek a jobb oldalán foglaltak helyet (ez az úgynevezett harkiszo). Székek helyett a padlón ültek, melyet két réteg szőnyeg borított, az egyik sásból, a másik pedig a mocsári nőszirom hegyes leveleiből készült, ágyként pedig deszkákat használtak, szőnyegekkel lefedve, szőrmével takaróztak.
A melléképületekben külön mosdók voltak férfiak (asinru), és a nők (menokoru) számára, valamint raktár az élelmiszerek, vadászfelszerelések, halszárító rácsok részére. Egy oltár (nuszaszan) állt a ház keleti oldalán, ahol az Iomante és az ehhez hasonló lélekvisszaküldő ceremóniákat tartották.
A falut az ainu nyelvben kotannak nevezik. A kotanok folyóvizek és tengerpartok mentén helyezkedtek el, ahol az élelem könnyen elérhető volt, különösen a folyók medencéiben, amelyeken a lazacok is keresztülúsztak. A falu egy patriarchális klánon alapult, a családok száma átlagosan négy és hét között mozgott, s ritkán élt tíz családnál több egy helyen. A régi időkben az ainuk kénytelenek voltak a japánok miatt japán halászterületeken dolgozni, ugyanis azok így akár ingyenmunkára is kényszeríthették őket, s mikor a japánok új halászterületre költöztek, az ainu kotanoknak is követniük kellett őket. Ennek eredményeképpen a hagyományos kotanok eltűntek, és több tucat család alkotta nagyfalvak alakultak ki a vadászterületeken.
A faluházát találkozóhelynek is használták, ha szükség volt rá. A bíráskodás nem a főnök feladata volt, hanem a közösség egy meghatározott része ítélkezett a bűnözők ügyében. A halálbüntetés nem létezett, és a közösség nem alkalmazta a szabadságvesztést, helyette a verést tartották megfelelőnek, gyilkosság esetén viszont levágták a tettes orrát és fülét, vagy elmetszették az inakat a lábában.

### Családi élet
Az ainuk különböző okokból köthettek házasságot. Egy gyermeket elígérhettek a szülők egy másik családnak saját maguk, vagy egy közvetítő segítségével, de voltak olyan házasságok is, amelyek a felek közös megegyezésével, szerelemből köttettek. Egyes területeken, amikor a lány elérte a házassághoz szükséges korhatárt, a szülei engedték, hogy egy kis, különálló szobába költözzön, s a szülők az őt meglátogató férfiak közül választottak férjet a lányuknak. A házasságkötés korhatára a fiúknál 17-18 év, míg a lányoknál 15-16 év volt, ekkortól tekintették őket felnőttnek is.
Amikor egy férfi megkért egy nőt, meglátogatta őt az otthonában, s megette a neki kínált rizs felét, majd visszaadta a nőnek. Ha a nő megette a többit, elfogadta, ha nem ette meg és maga mellé tette a tálat, akkor elutasította, mint jövendőbelijét. Mikor megtörtént az eljegyzés, a két fél ajándékokat cserélt. A férfi kést, varródobozt, orsót és ehhez hasonló háztartáshoz szükséges eszközöket küldött, cserébe a nő hímzett és egyéb kézzel készített ruhaneműket ajándékozott neki. Egyes könyvek szerint sok jomeiri házasság köttetett régen, ami azt jelentette, hogy az új feleség a férj házába ment lakni, az ő családjának része lett.
A régi ruhák elkopott anyagát babaruhákhoz használták, mert a puha anyagok nem irritálták a csecsemők bőrét és a kopott anyag megvédte őket a betegségektől és a démonoktól, mivel azok elkerülték a piszkos dolgokat. A gyerekeket szinte meztelenül nevelték egészen 4-5 éves korukig, még ha ruhát viseltek is, övet nem vettek hozzá, így a ruha eleje nyitott maradt.
Az újszülötteknek ideiglenes neveket adtak, például sírás, régi dolog stb., hogy elkerüljék őket a démonok és a betegségek, s csak 2-3 éves korukban kapták meg rendes nevüket. Egyeseknek a szokásaik vagy viselkedésük alapján adtak nevet, másokat különleges események vagy jókívánság után neveztek el, s egy nevet egy falun belül nem használtak többet. A fiúk 15-16 éves koruk körül kezdtek ágyékkötőt viselni és megfelelő formában hordani a hajukat. A lányok is 15-16 éves koruk körül váltak felnőtté, alsó- és felsőruhát viselhettek. Ebben a korban a száj- és kéztetoválásuk is teljes lett, ezt 12-13 éves koruk körül kezdték el készíteni, s befejezésével házasságra késznek nyilvánították őket.

### Vadászat
Az ainuk késő ősztől kora nyárig vadásztak. Ennek oka többek között az volt, hogy késő ősszel a gyűjtögetés, a lazachalászat és az élelmiszer egyéb módokon való beszerzésének időszaka véget ért, és a vadászok könnyen megtalálhatták azokat a területeket, ahol a növények elszáradtak.
Egy vagy több település birtokolhatott egy vadászterületet, a közös területeket ivornak nevezték, és súlyos büntetést szabtak ki az illetéktelenül áthaladóknak. Az ainuk medvére, hokkaidói szikaszarvasra, nyúlra, rókára, nyestkutyára és más állatokra vadásztak. A szarvas, akárcsak a lazac, különösen fontos táplálékforrás volt számukra. Vadásztak még tengeri sasra, és fehérfarkú tengeri sasra – ezek farktollait a japánokkal való kereskedésnél használták –, hollóra és más madarakra is.
Méregbe mártott nyilakkal és lándzsákkal vadásztak, melyet különféle növényekből nyertek ki, a recept családi titok volt, és nemzedékről nemzedékre szállt. Általában a kutyáikkal vadásztak, s a nagytestű állatok, például medvék elejtése előtt imádkoztak a tűz istenéhez, illetve a ház védőistenéhez a sikeres, és a hegyek istenéhez a biztonságos vadászatért. Medvére általában tavasszal vadásztak, mert az állatok még gyengék voltak a téli álomtól, s az abból felébredt, vagy még mindig alvó egyedeket kapták el. Nyáron a medvék elejtéséhez csapdákat és nyilakat használtak – ez utóbbit szarvasok leterítéséhez is alkalmazták.

## Vallás

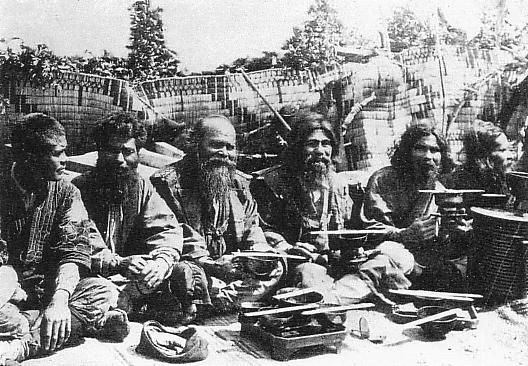
Hagyományos ainu szertartás 1930 körül

Az ainuk hagyományosan animisták, úgy hiszik, minden természeti formában egy kamuj (szellem vagy isten) lakozik. A legfontosabbak közé tartozik Kamuj Fucsi, a tűzrakóhely istennője, Kim-un Kamuj, a medvék és hegyek istene, valamint Repun Kamuj, a tenger, a halászat és a tengeri állatok istene.
Az ainuknak nincs külön papi tisztségük, a falu vezetője végez minden vallásos szertartást. Ezeken az ünnepségeken imádkoznak, alkoholt (szakét) és fűzfaágakat áldoznak az isteneknek. Evés előtt hálaadó imát mondanak, s betegség idején a tűz istennőjéhez imádkoznak gyógyulásért. Oltárokat emelnek azoknak a megölt állatok lelkének, amiket vissza akarnak küldeni a kamuj moszirba, az istenek földjére.
Az ainuk a medveimádók csoportjába tartoznak, úgy vélik, a medve azért különleges állat, mert a medve Kim-un Kamuj ajándéka az embereknek. A leghíresebb ünnepségük az Iomante vagy Ijomante, ahol a medve lelkét küldik vissza az istenek földjére, mert hitük szerint a lelkek halhatatlanok.
Az ainuk a japán társadalomhoz hasonlóan elfogadják a buddhizmust és a sintót, míg néhány észak-ainu az orosz ortodox egyház tagja.

## Napjainkban

### Pereskedés
1997. március 27-én a Szapporói Kerületi Bíróság a japán történelem során először elismerte az ainu népnek a saját kultúrához és hagyományokhoz való jogait. A döntés azért született, mert 1978-ban két gátat terveztek a dél-hokkaidói Saru-folyó völgyébe, mely egy iparosításra irányuló fejlesztési terv keretében született meg. Az egyik gát tervezett helye Nibutani falu közelében volt, ami az ainu nép nagy közösségeinek otthona és az ainu kultúra és történelem fontos központja. Az 1980-as évek elején, amikor a kormány megkezdte a gát építését, két ainu földtulajdonos megtagadta a földterületek átadását – Kaizava Tadasi és Kajano Sigeru elismert vezetők voltak az ainu közösségben. Miután Kaizava és Kajano elutasították földjük értékesítését, a Hokkaidói Fejlesztési Iroda pályázatot indított és később projektengedélyt is kapott, amely követelte, hogy a férfiak elhagyják a földjüket. Amikor a fellebbezést megtagadták, Kajano és Kaizava fia, Koicsi (Kaizava 1992-ben meghalt) a Hokkaidói Fejlesztési Hivatal ellen indított keresetet.
Ugyan a gát már állt, de a felperesek majdnem minden felmerült állítását elismerték. Ezenkívül a határozat első alkalommal ismerte el az ainukat őslakos népként, és elismerte a japán nemzet felelősségét a határain belül élők iránt. A döntést széleskörű tényfeltárás előzte meg, amely kiemelte az ainu nép elnyomásának hosszú történetét. A határozatot 1997. március 27-én adták ki, és az ainuk jogainak széles körű elismerése miatt a felperesek úgy döntöttek, hogy nem támadják meg a döntést, amely két héttel később véglegessé is vált. A döntés meghozatala után 1997. május 8-án az országgyűlés elfogadta az Ainu Kulturális Törvényt, és hatályon kívül helyezte az Ainu Védelmi Törvényt – az 1899-es törvényt, amely közel száz évig az ainuk elnyomásának eszköze volt.

### Az ainu párt megalakulása
Az ainu párt (ア イ ヌ 民族 党 Ainu minzoku tó) 2012. január 21-én alakult, miután ainu aktivisták egy csoportja Hokkaidóban bejelentette, hogy 2011. október 30-án politikai pártot alakítanak, Kajano Siro, Kajano Sigeru fiának vezetésével. Céljuk, hogy hozzájáruljanak egy multikulturális és multietnikus japán társadalomhoz, valamint harcoljanak az ainuk jogaiért.

## Csoportjaik
Hokkaidói ainuk (napjaink túlnyomó ainu közössége): A japán népszámlálás 1916-ban 13 557 tiszta ainu és 4550 kevert származású embert regisztrált.
Tokiói ainuk (a hokkaidói ainuk modern, migrációs generációja, 2010-ben dokumentumfilm is készült róluk)
Tóhokui ainuk (Honsúból, hivatalosan elismert mai adat nincs): A 17. században a Tóhoku-régióban szétszóródott 43 ainu családról számoltak be, akik a simokitai ainuk leszármazottai, de kulturális asszimiláció miatt cugarui ainuk is lehettek.
Szahalini ainuk: Tiszta ainu származású egyének Hokkaidón lehetnek még, mivel Észak- és Dél-Szahalinból összesen 841 ainut helyeztek át Hokkaidóra 1875-ben. A távoli belső térségekben csak néhányan maradtak, mivel a szigetet Oroszország kapta meg, s mikor 1905-ben Japán visszakapta Dél-Szahalint, csak kevesen tértek vissza addigi otthonukba. Az 1905-ös japán népszámlálás 120 szahalini ainut jegyzett, az 1926-os szovjet népszámlálás már csak öt ainut számolt, azonban ekkor több kevert nemzetiségű gyermeket gilikájként, szlávként vagy uiltaként regisztráltak.
Észak-kurili ainuk (Japánban nincs ismert élő lakosság, a létezését nem ismerte el sem az orosz kormány, sem a Kamcsatkai határterület): Először a Szentpétervári Szerződés miatt került a japán kormányhoz (1875), addig orosz fennhatóság alatt állt. A nagyobb népesség Sumsu szigetén élt, 1860-ban összesen 221-et számláltak. Orosz nevük volt, oroszul beszéltek, orosz ortodoxok vallásúak voltak. Mikor a sziget a japánokhoz került, a lakosság fele Kamcsatkába menekült az orosz munkáltatóikkal együtt, s a helyi lakosságba asszimilálódtak.
Dél-kurili ainuk (nem ismert élő lakosság): A 18. században csaknem 2000 embert számoltak, azonban 1884-ben 500-ra csökkent a lélekszám. Körülbelül 50 embert (többnyire többnemzetiségűeket), akik 1941-ben maradtak, a japánok Hokkaidóba evakuáltak a második világháború után.
Kamcsatkai ainuk (nem ismert élő lakosság): Kamcsatka-Kuril néven ismert az oroszországi adatokban, de asszimilálódtak a kurili és kamcsatkai lakosságba, az utolsó feljegyzett adat róluk a 18. századból való.
Amur-völgyi ainuk (valószínűleg nem maradtak élő képviselőik): Néhányan az orosz lakosságba olvadtak, az 1926-os orosz népszámlálás során Nyikolajevszk körzetében  mindössze 26 ainu származású embert regisztráltak.

## Megjelenésük a populáris kultúrában
Az ainu egy a választható népek közül az Europa Universalis videójátékban, valamint a Freeciv számítógépes stratégiai játékban.
A Samurai Showdown videójáték két karaktere, Nakoruru és a húga, Rimururu is ainu.
Ainu a Sámán király című anime és manga két karaktere, Horohoro és a húga, Pirika. 
Szatoru Noda Golden Kamuy című szeinen mangájában fontos szerepe van az ainu nyelvnek és kultúrának. A mangasorozat 2018-ban animeadaptációban is részesült.
Az Unforgiven című 2013-as japán filmben szintén megjelenik az ainu kultúra.

## Fordítás
- Ez a szócikk részben vagy egészben  az   Ainu_people című angol Wikipédia-szócikk ezen változatának fordításán alapul.  Az eredeti cikk szerkesztőit annak laptörténete sorolja fel. Ez a jelzés csupán a megfogalmazás eredetét és a szerzői jogokat jelzi, nem szolgál a cikkben szereplő információk forrásmegjelöléseként.